# پرس بریک

یک دستگاه پرس بریک هیدرولیکی

امروزه دستگاه های مختلفی با کاربردهای خاص برای کمک به صنعتگران عرضه میگردد. پرس یک دستگاه پر کاربرد در صنایع فلزکاری است که به دلیل کاربرد فراوان در مدلهای مختلف ا کاربردهای مختلفی عرضه میگردد. بعنوان مثال دستگاه پانچ همان پرس است اما با قابلیت پانچ ورق به اشکال مختلف که نیاز به تعویض قالب را به حداقل رسانده و کار تعویض قالب را برای کاربران آسان نموده است. 
دستگاه دیگری که امروزه با کارایی منحصر به فرد ارائه می شود دستگاه پرس برک می باشد. در دستگاه پرس برک شما میتوانید خم های گوناگون و بصورت متوالی را انجام دهید. مثلاً اگر ورق فلزی را میخواهید در چند ناحیه با زوایای مختلف و پشت سر هم خم کنید، با خمکن های معمولی این کار به سختی انجام میشود اما در پرس برک شما یکبار کار را انجام داده و آنرا بصورت برنامه به دستگاه میدهید. اکنون شما میتوانید هر چقدر ورق که خواسته باشید با سرعت و به آسانی خم نمایید. این برنامه را ذخیره کرده و در آینده با فراخوانی آن مجدداً اقدام به تولید خواهید نمود. در ایران شرکتهای مختلفی اقدام به تولید و فروش پرس برک می نمایند. یکی از معتبرترین و قدیمی ترین سازندگان پرس برک که در ایران بسیار خوشنام است (ماشین سازی بزرگ دیانی) است.
ماشین سازی بزرگ دیانی اقدام به تولید پرس برک در تناژ و ابعاد مختلف (سبک، نیمه سنگین و سنگین) نموده و خدمات پس از فروش بسیار خوبی برای پشتیبانی از مشتریان خود فراهم نموده است.
پرس بریک یا پرس برک (به انگلیسی: Press brake) نوعی ماشین پرس است که برای خمکاری ورق‌های فلزی از آن استفاده می‌شود. این دستگاه با مهارکردن (کلمپ) قطعه کار بین یک پانچ و قالب، خم‌هایی با زاویه از پیش تعیین شده ایجاد می‌کند.
به‌طور معمول، دو چهارچوب C-شکل کناره‌های پرس بریک را تشکیل می‌دهند، که به یک میز در پایین و روی یک تیر قابل حرکت در بالا متصل می‌شود. ابزار پایین روی میز، و ابزار بالایی روی تیر بالایی نصب می‌شود.

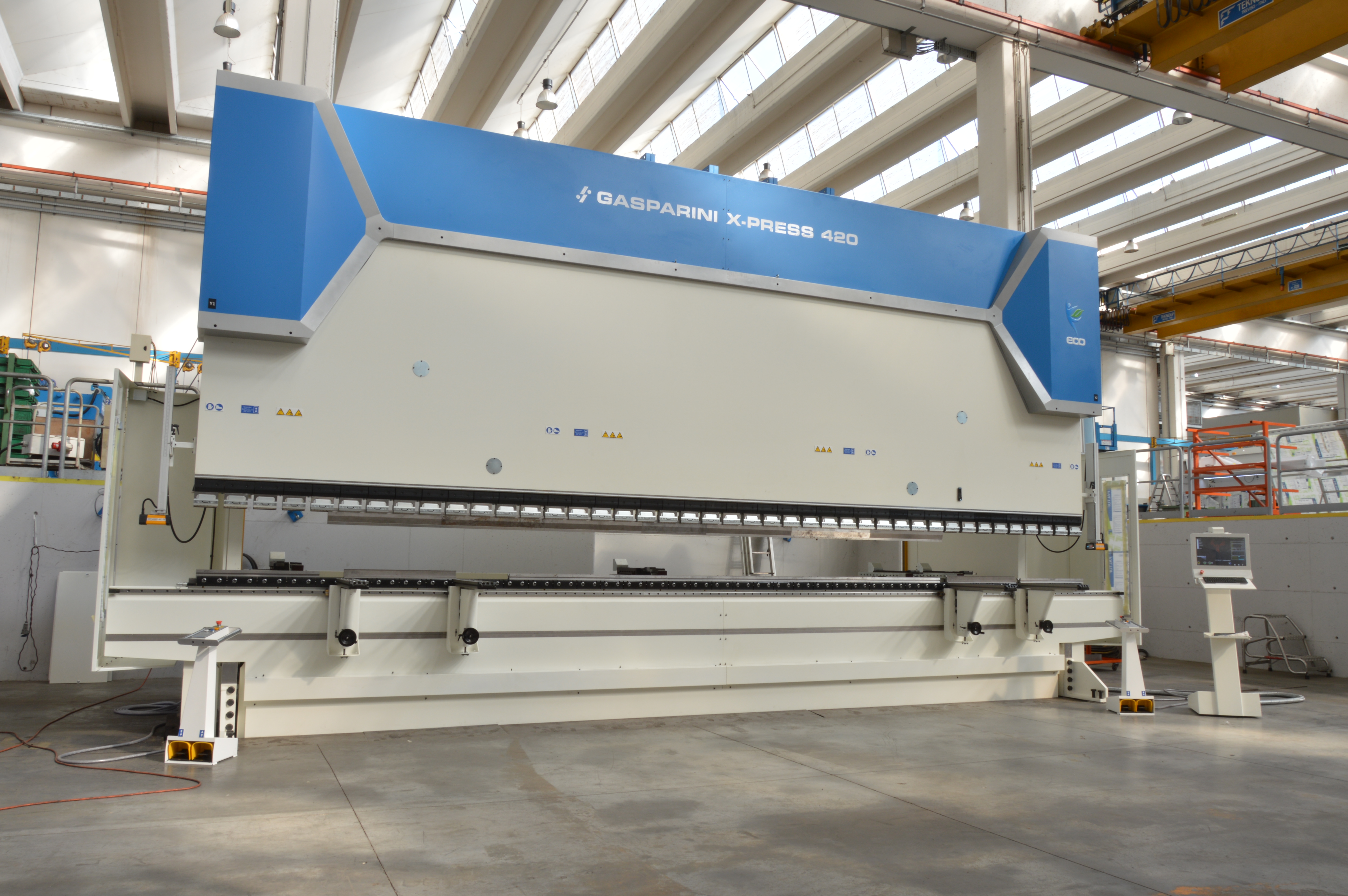
یک دستگاه پرس بریک تناژ بالا

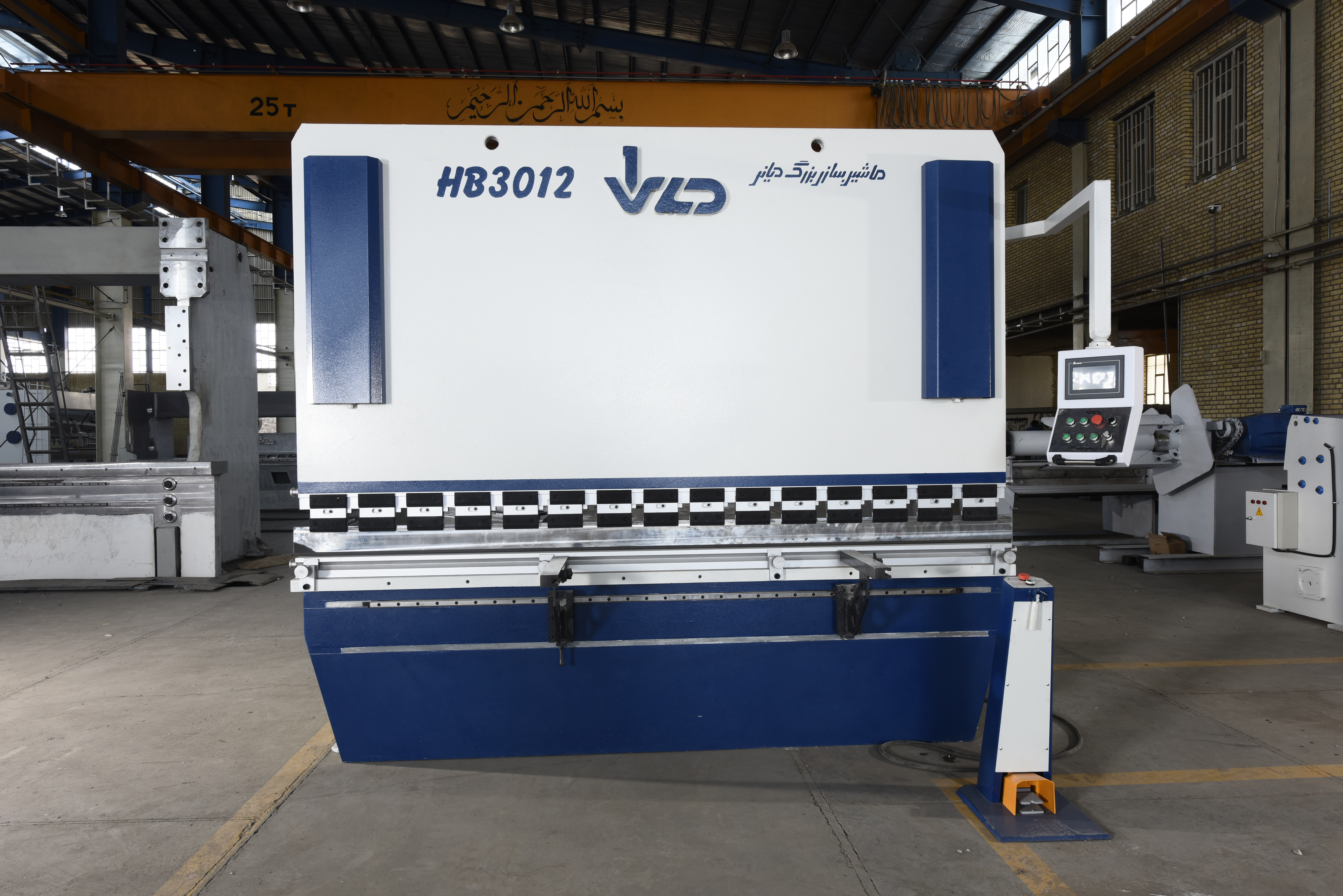
پرس برک ساخت ماشین سازی بزرگ دیانی

[[
|بندانگشتی|تجهیزات تولیدی]]

## منابع

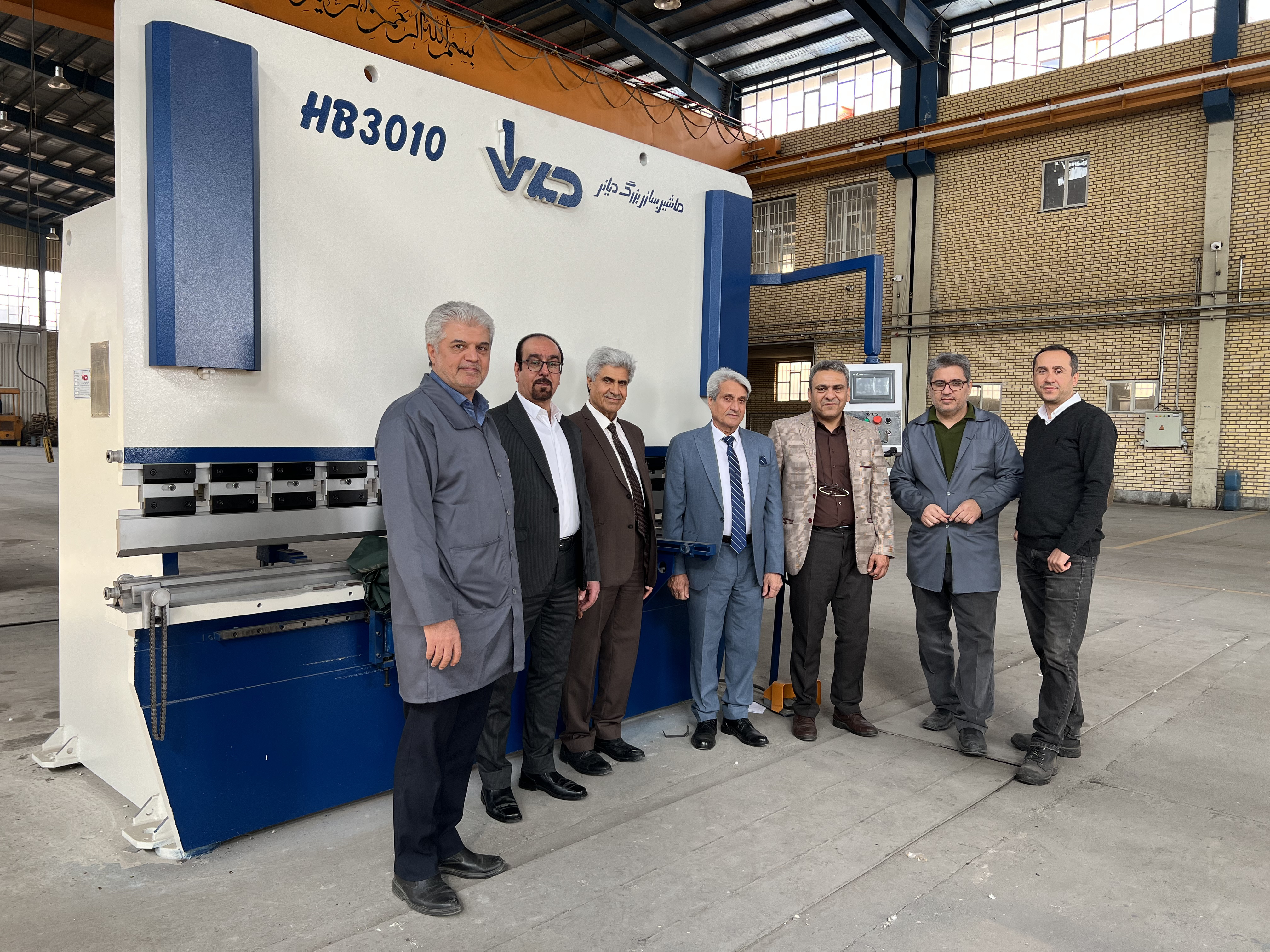
Gr15